# Li Fusheng
Li Fusheng (en chino, 李富胜; Shandong, China; 4 de enero de 1953 – Pekín, China; 2 de diciembre de 2007) fue un futbolista de China que jugaba en la posición de guardameta.

## Carrera

### Club
| Periodo   | Club             |
| --------- | ---------------- |
| 1973–1974 | Chengdu Military |
| 1975–1984 | Bayi             |

### Selección nacional
Jugó para China de 1976 a 1984 con la que disputó 119 partidos, participando en dos ocasiones en la Copa Asiática, en los Juegos Asiáticos de 1982 y en la clasificación de AFC y OFC para la Copa Mundial de Fútbol de 1982, donde perdieron en playoff ante Nueva Zelanda.

## Tras el retiro
Luego de retirarse como futbolista en 1984 pasó a ser parte del cuerpo técnico del Bayi Football Team como líder de equipo. Ese rol le trajo problemas dentro del fútbol en China por demandar un completo profesionalismo en la Asociación China de Fútbol cuando la liga de fútbol en ese entonces era aficonada. Después de eso decidió apartarse del fútbol y unirse al Partido Comunista de China participando en su escuela y su universidad, conviriténdose en Coronel antes de tomar el puesto en el Museo Militar de la Revolución China como director del departamento a cargo de las reliquias culturales. En agosto de 2007 luego de cambiarse de casa cayó de la escalera y sufrió serias lesiones cuando estaba decorando su nueva casa. Estuvo en el hospital por tres meses antes de morir por las lesiones el 2 de diciembre de 2007.

## Logros
- Liga Nacional China: 1977,[4] 1981[5]